# Gran acceleració
La Gran Acceleració és el creixement dramàtic, continu i simultani que es dona en diversos aspectes de l'activitat humana, iniciat a mitjans del segle XX i que dura fins a l'actualitat. Tenint en compte el concepte de l'antropocè, aquest creixement es refereix a tota activitat humana que impacta sobre la geologia, la terra i els seus ecosistemes. L'antropocè es representa típicament després de l'holocè, per emfatitzar el paper central de la humanitat en la geologia i l'ecologia. Des de 1950, aquestes tendències augmenten significativament, gairebé de manera exponencial.
En el seguiment dels efectes de l'activitat humana sobre la Terra, s'utilitzen diversos paràmetres socioeconòmics i terrestres, incloent la població, l'economia, l'ús d'aigua, la producció d'aliments, el transport, la tecnologia, els gasos amb efecte hivernacle, la temperatura superficial i l'ús de recursos naturals.
L'historiador ambiental J.R. McNeill ha argumentat que la Gran Acceleració és idiosincràtica de l'era actual i que està condemnada a aturar-se en un futur proper; que mai no ha passat i que no tornarà a passar mai més. No obstant això, d'altres científics com l'ambientòleg Will Steffen han trobat que les proves no són prou concloents per ratificar o descartar tal afirmació.
El concepte d'acceleració del canvi està relacionat amb la gran acceleració. La tendència teòrica és pensar que aquest procés d'acceleració no cessarà fins que s'aconsegueixi la singularitat tecnològica, moment en què el creixement tecnològic es convertirà en incontrolable i irreversible, donant lloc a canvis insondables a la Terra i, ocasionalment, fins i tot al propi univers.

## Categories
El Programa Geosfera-Biosfera Internacional (conegut per les seves sigles en anglès, IGBP) ha dividit i analitzat les dades dels anys 1750 a 2010 en dues grans categories, cadascuna amb 12 subcategories. La primera categoria de dades de tendències socioeconòmiques il·lustra l’impacte en la segona, les dades de tendències del sistema terrestre.

### Dades socioeconòmiques

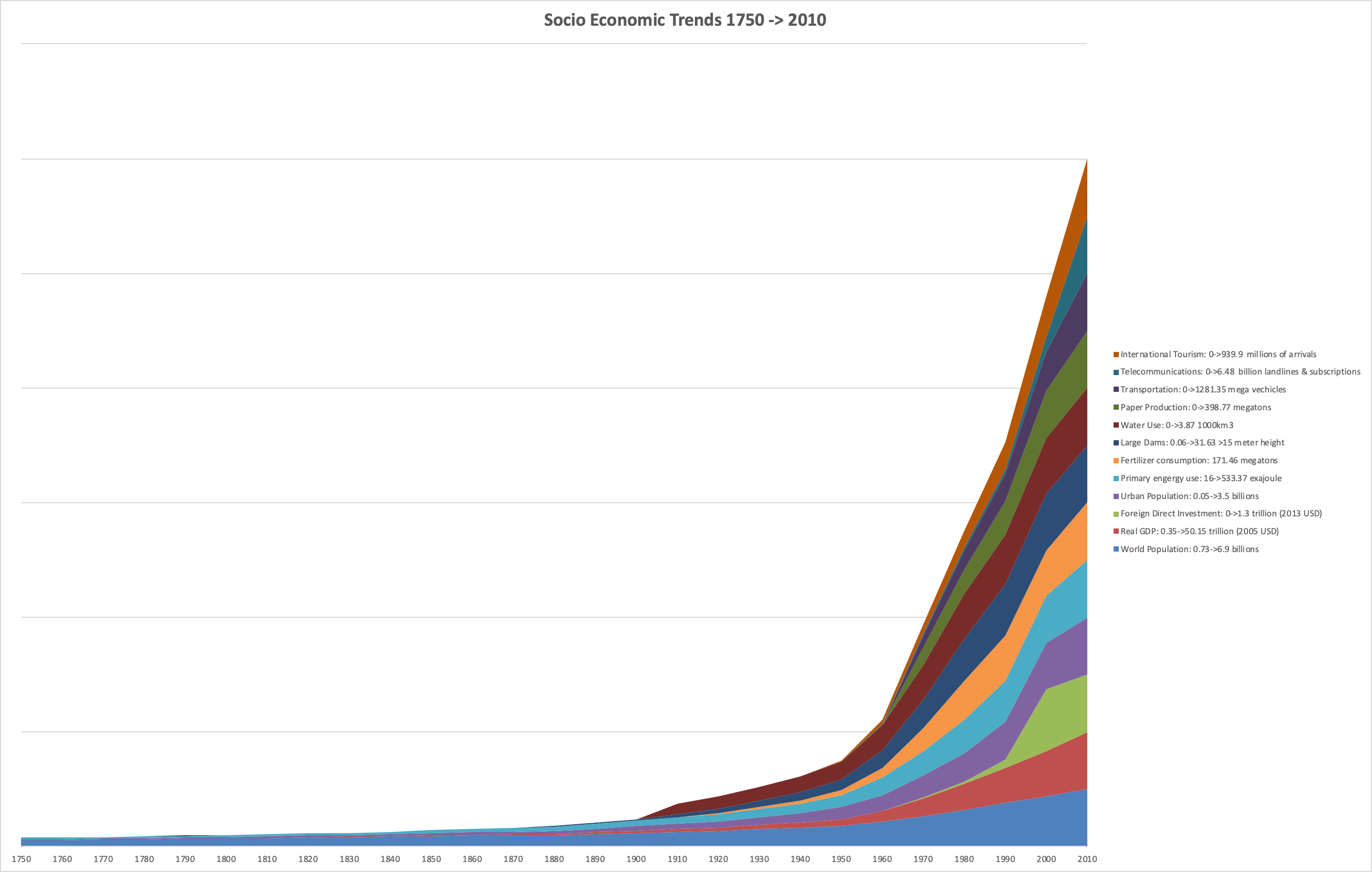
Acceleració de les dades socioeconòmiques entre 1750 i 2010. Font: www.igbp.net

1. Població
2. PIB real
3. Inversió estrangera directa
4. Població urbana
5. Ús d’energia primària
6. Consum d’adobs
7. Grans preses
8. Ús de l'aigua
9. Producció de paper
10. Transport
11. Telecomunicacions
12. Turisme internacional

### Dades del sistema terrestre
1. Diòxid de carboni
2. Òxid de nitrogen
3. Metà
4. Ozó estratosfèric
5. Temperatura superficial
6. Acidificació oceànica
7. Captura de peixos marins
8. Aqüicultura de gambes
9. Nitrogen a zones costaneres
10. Pèrdua de bosc tropical
11. Terres domesticades

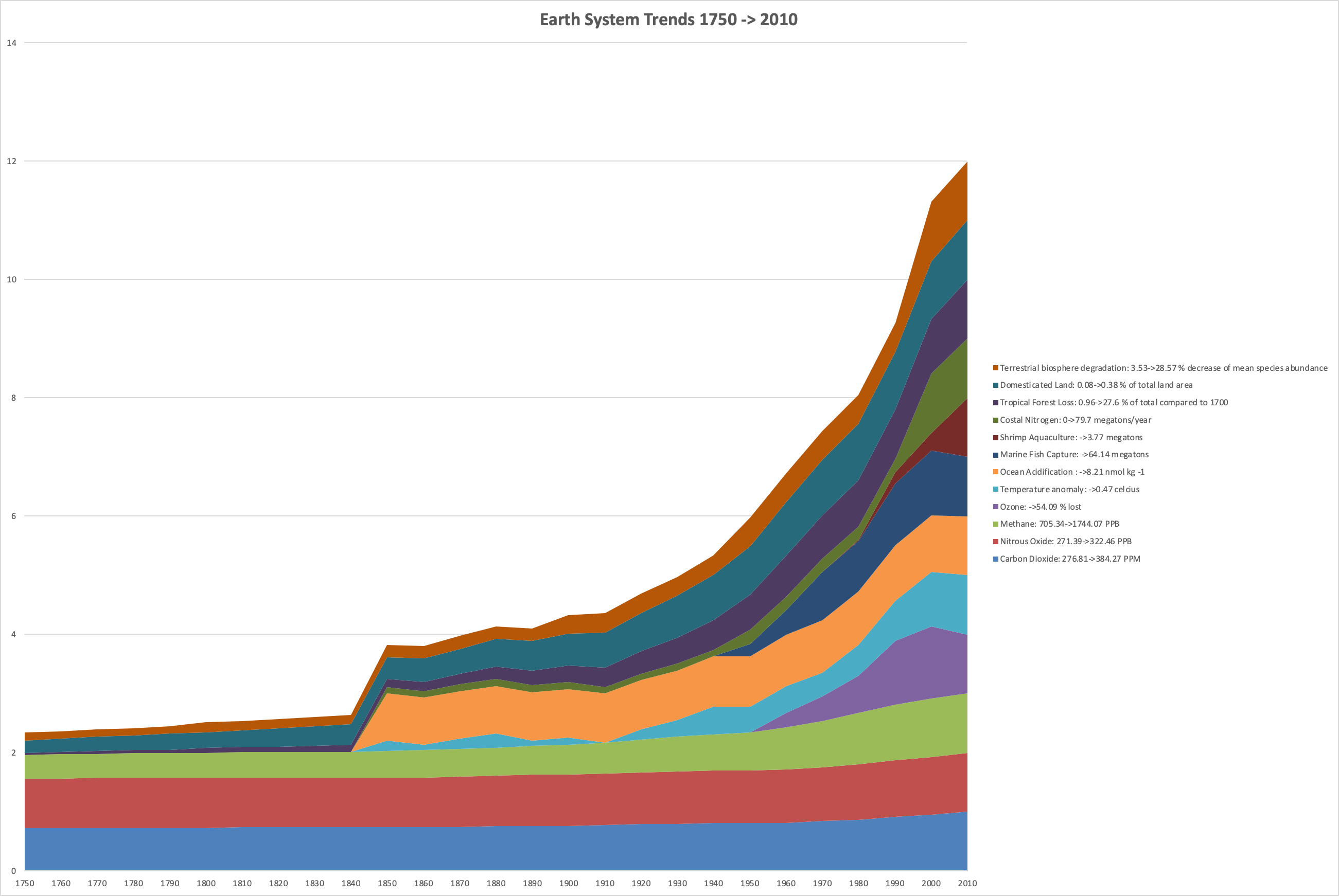
Acceleració de les dades terrestres entre 1750 i 2010. Font igbp.net

12. Degradació de la biosfera terrestre